# Buix
Buix est une localité et une ancienne commune suisse du canton du Jura, située dans le district de Porrentruy. Elle a fusionné le 1er janvier 2009 avec Courtemaîche et Montignez pour former la commune de Basse-Allaine.

## Géographie
Le territoire de l'ancienne commune de Buix comptait également le hameau du Maira, situé à la frontière avec la France. Le proche hameau de Grangourt était rattaché à Courtemaîche et Montignez.

## Population et société

### Surnom
Les habitants de la localité sont surnommés les Gravalons, soit les frelons en patois ajoulot.

## Économie, transport et vie culturelle
Buix comporte un restaurant nommé l'Helvétia, un magasin de meubles Villat, une entreprise de chauffage sanitaire Althaus Hervé ainsi qu'un commerce de vins.
Le village compte un service de transport public ; la gare CFF (dont les trains voyagent d'environ 4 h à 0 h). Ce service est notamment utilisé par les étudiants d'années secondaires afin de se rendre à Porrentruy et Delémont. Le village est aussi desservi par les NoctamBus les vendredis et samedis soir.
À la sortie du village en direction de Grandgourt, des vignes sont cultivées. La fête du village est d'ailleurs nommée la « Fête de la Vigne ».
Le village compte d'autres activités culturelles, notamment organisées par le Groupe des Jeunes. Les autres sociétés locales sont la Sainte-Cécile, le Groupe Sportif, et la Fanfare Union. Il y a également un terrain de skater-hockey et un club de ce sport, le SHC Buix.

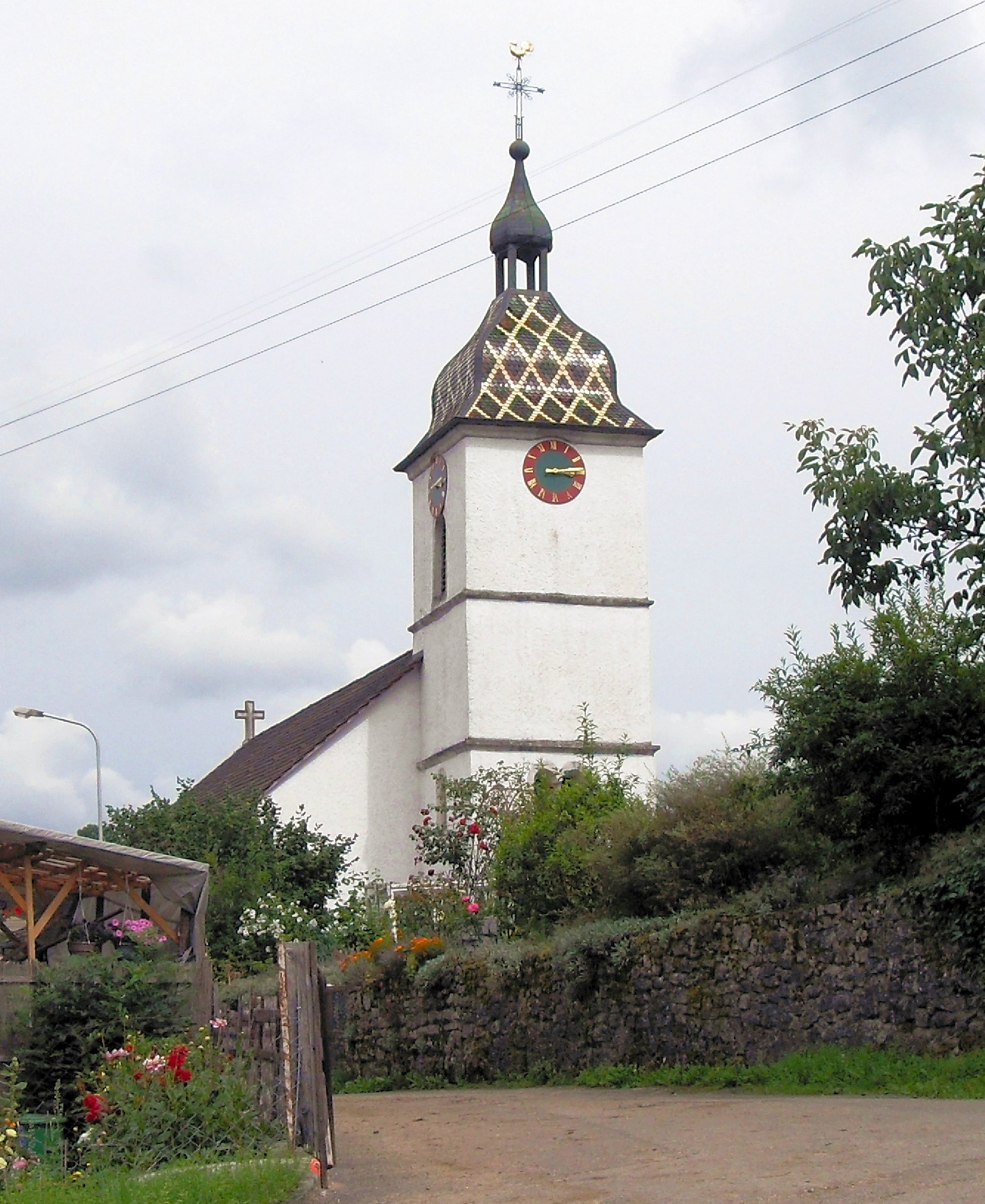
L'église Saint-Maurice à Buix.

Photo aérienne (1950)